# Fatih-mecset
A Fatih-dzsámi (törökül: Fatih Camii) Törökországban, Isztambulban található a hasonló nevű negyedben.

## Története
A bizánci korban egy templom állt itt (Havariun), s ennek a romjain épült 1463 és 1471 között II. Mehmed szultán parancsára, az építész Atık Sinan volt. Az eredeti dzsámit 1509-ben egy földrengés csak megrongálta, ám egy másik 1766. május 22-én teljesen elpusztította. III. Musztafa szultán a romokon építtette gránitból és márványból a ma is látható dzsámit. 1772. április 15-én volt az ünnepélyes átadás. Az új mecsetet Mehmed Tahir tervezte.
A dzsámihoz tartozott korábban nyolc iskola, fürdő, könyvtár, bazársor, karavánszeráj, kórház, közkonyha és számos vendégház. Az alapítványi formában történő működés, oktatás szerteágazó volt: a teológián kívül tanítottak még algebrát, filozófiát, földrajzot, nyelvészetet, történelmet és természettudományokat is. Az alapítványok arab nyelvű szabályzatai fennmaradtak, jelenleg a Török és Iszlám Alkotások Múzeumában találhatóak.

## A dzsámi környezete
Az előudvarban 18 oszlop, 22 kupola van, valamint a középen álló – szintén kupolával fedett – nyolcoszlopos szökőkút is itt található. A két minareten két-két erkély van (eredetileg csak egy volt). A 26 m átmérőjű központi kupola 4 „elefántláb” pilléren nyugszik, és csatlakozik hozzá hat kisebb kupola is. A majdnem négyzet alaprajzú dzsámi egyik oldala 325 m.
A temetőkertben álló mauzóleumban található II. Mehmed, és felesége, Gülbahar Hatun sírja is. Itt nyugszanak a török történelem kiemelkedő nagyjai: szultáni családtagok, hadvezérek, politikusok, főpapok.

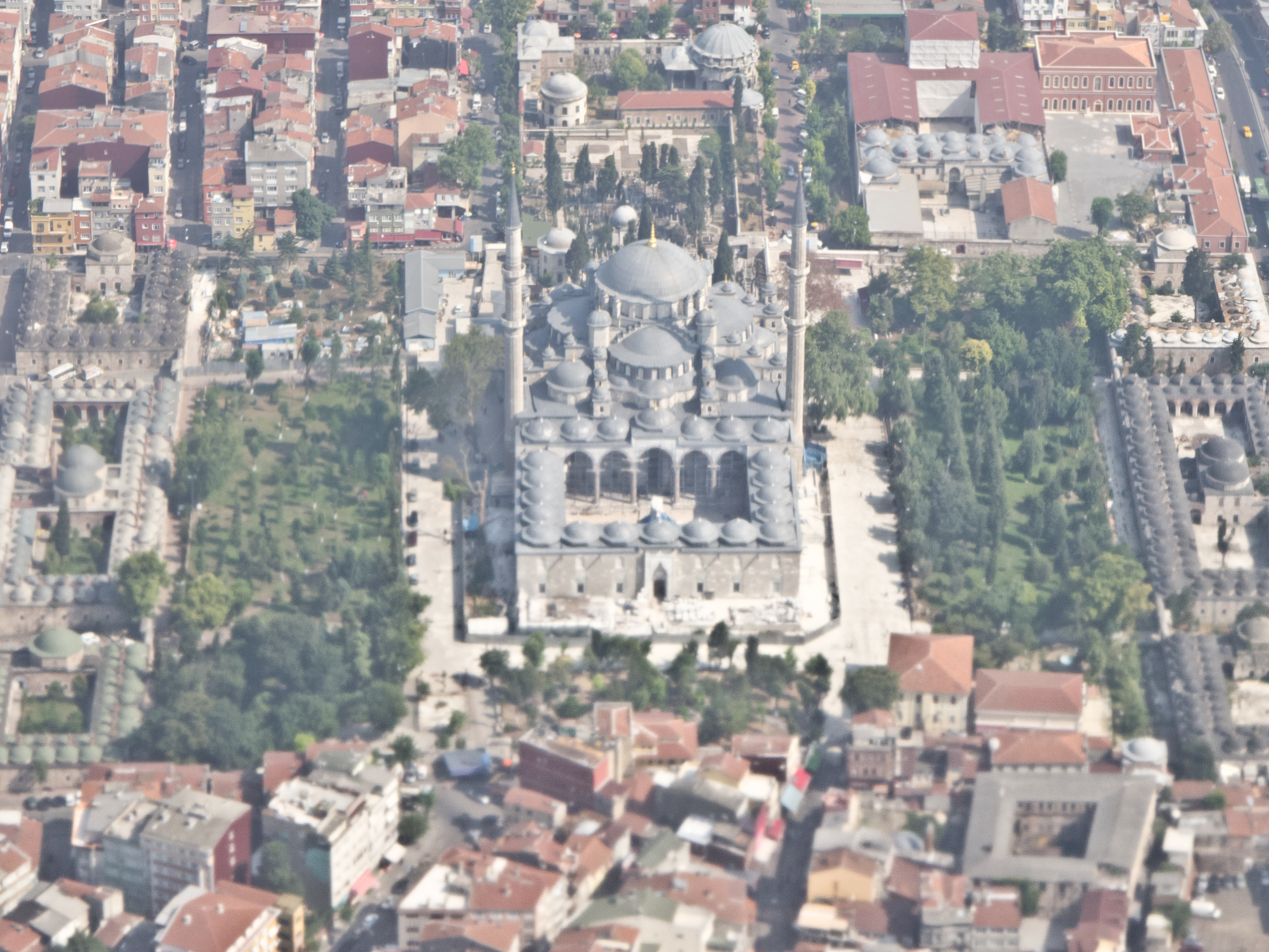
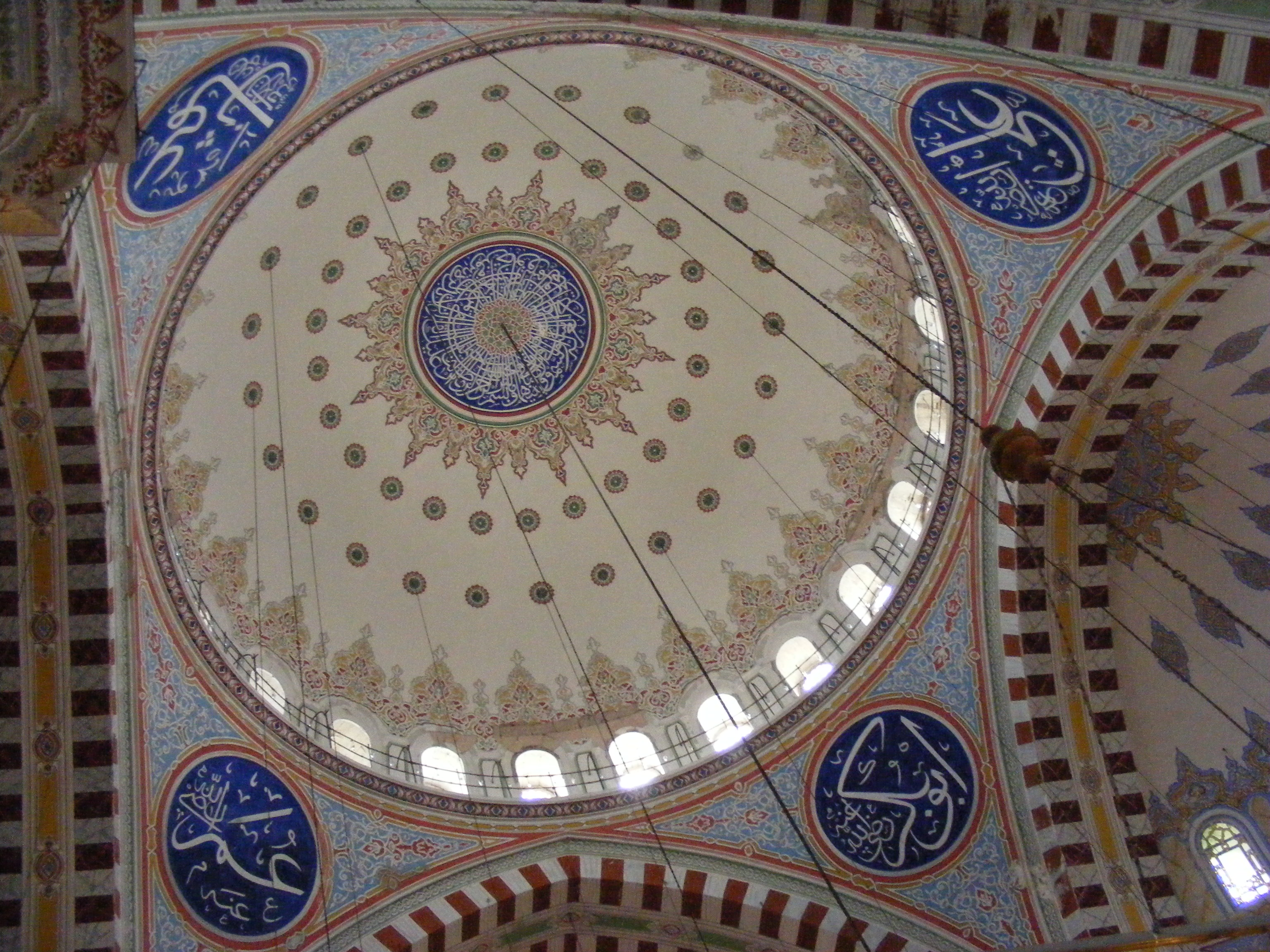
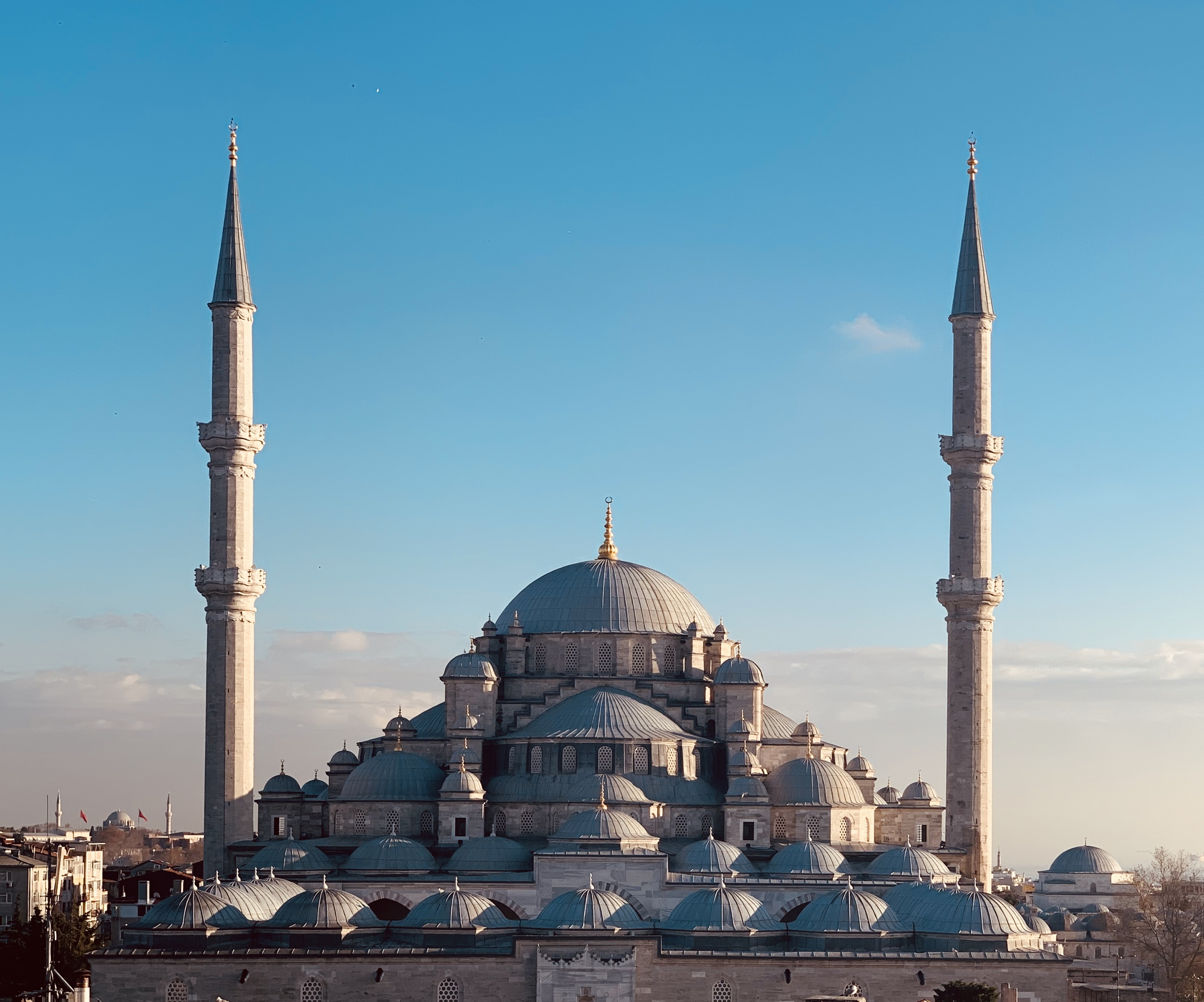

## Kapcsolódó szócikk
- Oszmán építészet